# Мозечень (комуна)
Мозечень, Мозечені (рум. Mozăceni) — комуна у повіті Арджеш в Румунії. До складу комуни входять такі села (дані про населення за 2002 рік):
- Бабароага (836 осіб)
- Зідуріле (241 особа)
- Мозечень (1641 особа)

Комуна розташована на відстані 75 км на захід від Бухареста, 40 км на південний схід від Пітешть, 110 км на схід від Крайови, 126 км на південь від Брашова.

## Населення
За даними перепису населення 2002 року у комуні проживали 2718 осіб, усі — румуни. Усі жителі комуни рідною мовою назвали румунську.
Склад населення комуни за віросповіданням:
| Релігія     | Кількість осіб | Відсоток |
| ----------- | -------------- | -------- |
| православні | 2710           | 99,7%    |
| бретрени    | 7              | 0,3%     |
| адвентисти  | 1              | < 0,1%   |